# Ловаси, Мартон
Мартон Ловаси (венг. Lovászy Márton; 6 ноября 1864, Сента – 21 августа 1927, Будакеси) — писатель
, редактор газеты, журналист, министр религии и народного образования, министр иностранных дел Венгрии. Отец писателя и журналиста, тоже Мартона Ловаши. 

## История
Мартон изучал право в Будапеште, завершив обучение в 1895 году. После этого периода он трудился в качестве судьи в окружном суде Бач-Бодрог. С 1896 года его карьера связана с изданием Magyarország, где он первоначально занимал пост главного редактора, а позже возглавил издание. В 1901 году его избрали в парламент, где он представлял партию независимости и 48-года (эта партия выступала против проводимой монархией политики). 
К началу Первой мировой войны он уже активно придерживался антивоенной позиции, а в 1917 году приветствовал в своей газете русскую революцию. Будучи последователем Михая Каройи, он стал одним из лидеров Венгерского национального совета во время Революции Астр. После неё он стал министром религии и образования при правительстве Каройи. Он не одобрял дальнейшего углубления революции, поэтому отошёл от активной политической деятельности. 
После падения коммуны (Венгерской Советской Республики) приехал на некоторое время в Австрию, позже вернулся в Венгрию, став министром иностранных дел при правительстве Фридриха Иштвана. После установления авторитарной власти Хорти уехал в Югославию, осуждая его политику. В 1921 году вместе с Эрнё Гарами редактировал газету Jövő , которая разоблачала зверства белого террора. В 1925 году ему было предъявлено обвинение, но в следующем году он был освобождён при условии, что уйдет из общественной жизни. Умер в 1927 году.